# Ocklusionsfront

Symbol för ocklusionsfront

Ocklusionsfront är en väderfront som uppstår när en kallfront möter en varmfront. Den är i praktiken sista fasen av bildningen av ett lågtryck. I ett sådant möte lyfts den varma luften uppåt, och de båda kallare luftmassorna möts. Gränsen mellan dem är själva ocklusionsfronten. Om kalluften bakom kallfronten är kallare än luften framför varmfronten, kallas fenomenet kallfrontsocklusion, i annat fall varmfrontsocklusion.